# 坂本竜一
坂本 竜一（さかもと りゅういち、1974年8月11日 - ）は、東京都調布市出身の元プロ野球選手（投手）。

## 来歴・人物
調布シニアから進んだ日大鶴ヶ丘高校では2年秋に都大会ベスト8。3年夏はシード校で臨むも、3回戦で優勝した創価高校に被安打2で敗れた。日大に進学すると見られたが1992年のドラフト5位で西武ライオンズに入団。
一軍登板すること無く、1998年限りで退団。

## 詳細情報

### 年度別投手成績
- 一軍公式戦出場なし

### 背番号
- 49 （1993年 - 1998年）